# سقلاطيات
سُقْلاطِيَّات (الاسم العلمي Porcellanidae)، فصيلة من القشريات عشاريات الأرجل قصيرات الذيل تتميز بدقة الزوج الخلفي من أرجلها الناشبة في المحيط الظهري بدلًا من المحيط البطني. أجناسها (30)
وأنواعها(4723) منتشرة في معظم بحار العالم.